# Вишняки (Вольнянский район)
Вишняки (укр. Вишняки) — село,
Любимовский сельский совет,
Вольнянский район,
Запорожская область,
Украина.
Код КОАТУУ — 2321582503. Население по переписи 2001 года составляло 3 человека.

## Географическое положение
Село Вишняки находится на расстоянии в 1,5 км от сёл Веселотерноватое и Скелеватое.
По селу протекает пересыхающий ручей с запрудой.

## История
- 1898 год — дата основания.